# Посоп
Посо́п — исторический район Саранска, бывшее село. С 1958 года село вошло в состав города Саранска.

## История
История села Посоп начинается с Инзерского (Инсарского) острога — одной из крепостей на Атемарской засечной черте. Инзерский острог строился почти одновременно с Саранским острогом, строительство его было завершено к 1642 году. Он располагался на холме, на правом берегу реки Тавла.
Крепость имела четырёхугольную форму. Размерами она значительно уступала Саранскому острогу. Длина каждой из стен составляла около 50 саженей, то есть немногим более 100 метров. По углам располагались 4 башни, въезд в крепость был устроен с северной стороны. Гарнизон Инзерского острога состоял в основном из стрельцов и сторожей, была и казачья служба.
К концу XVII века, когда Инзерский острог стал утрачивать военное значение, большая группа (около 90 дворов) служилых людей была переведена в Азов. Рядом с острогом в начале XVIII века образовалась Пособная (Посопная) слобода (от слова посоп, означающего взыскание подати или оброка зерном), то есть деревня, обязанная платить посопный хлеб для содержания военных гарнизонов.
По данным первой переписи населения в начале XVIII века в Инзерском остроге проживало 103 человека, к 1763 году население (мужского пола) насчитывало уже 1494 человека.
Долгое время острог и Посопная слобода относились к разным ведомствам Российского государства. В первой половине XIX века острог и слобода слились в один населённый пункт — село Посоп (население в то время около 4 тысяч человек), ставшее центром Инзерско-Острожской волости.
К началу XX века в Посопе было около 750 дворов, в основном с деревянными избами.
После революции Посоп входил в Саранский уезд, затем в Саранский район. В 1931 году в селе был создан колхоз, состоящий из 75 хозяйств. В 1938 году центр Саранского района был переведён из Саранска в Посоп.
19 сентября 1958 года село было присоединено к городу Саранск, в связи с расширением городской черты. Поскольку многие улицы Посопа имели названия, совпадающие с улицами Саранска, в мае 1959 года решением исполкома Саранского горсовета эти улицы Посопа были переименованы.
Решением исполкома Саранского городского Совета депутатов от 27 июля 1977 года, возведённому на месте села, жилому микрорайону дали название Посоп, сохранив его традиционное название.
Со временем Посоп всё больше сливался с вновь возводимым рядом с ним жилым микрорайоном, получившим название «Химмаш». 27 июля 1977 года Посоп, Химмаш и посёлок имени Ю. А. Гагарина, в народе более известный как «Цыганский», были объединены в северо-восточный жилой микрорайон «Заречный».
Деревянные дома Посопа постепенно сносятся и заменяются современными многоэтажными зданиями.

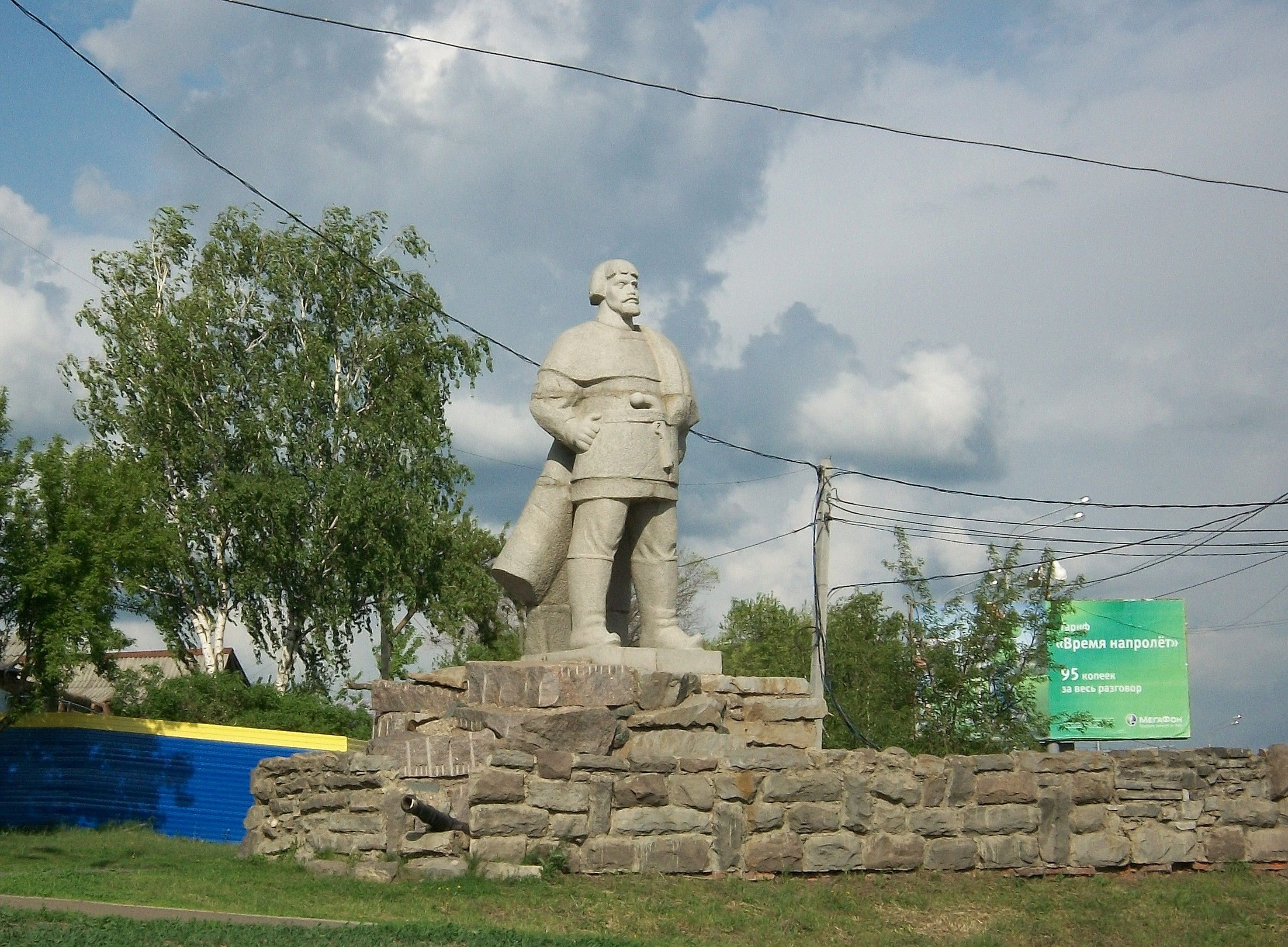
Памятник Емельяну Пугачёву на Посопе, 2011 год

Название «Посоп» носит также близлежащая железнодорожная платформа.

## Достопримечательности
- В 1774 году, во время пребывания в Саранске войска Емельяна Пугачёва, на заливном лугу между Посопом и Саранском был расположен лагерь пугачёвского войска, здесь же находился командный пункт Пугачёва[4]. В память об этом на пересечении улиц Короленко и Волгоградская установлен памятник Пугачёву.